# 崇启公铁长江大桥
崇启公铁长江大桥是连接崇明岛和启东的公铁两用过江通道。2023年1月14日，崇启公铁长江大桥水上工程全面开工。崇启公铁长江大桥由中铁大桥局承建。